# Paleoconservatisme
Paleoconservatisme (Gr. παλαιός palaios, "oud") is een enigszins pejoratieve, veelal door anderen gebruikte term voor een traditionalistische stroming binnen het Amerikaanse conservatisme. Het paleoconservatisme staat tegenover de nieuwe conservatieve stromingen binnen de Amerikaanse samenleving, zoals het neoconservatisme.
De hoofdlijnen van de opvattingen van het paleoconservatisme zijn een isolationistisch beleid van de Amerikaanse overheid en geen (militaire) interventie in zaken die zich buiten Amerika afspelen. Later, in de loop van de 20e eeuw is daar een fundamentele kritiek ten opzichte van de moderne Amerikaanse samenleving bij gekomen, vooral in moreel en cultureel opzicht.
Ideologisch wordt het paleoconservatisme gekenmerkt door een problematisering van de huidige westerse cultuur. Volgens de Amerikaanse paleoconservatief Samuel Francis is zelfs het Burkeaanse conservatisme -dat zich sinds het einde van de 18e en het begin van de 19e eeuw afgezette tegen de Franse Revolutie en de daarmee gepaard gaande maatschappelijke veranderingen- problematisch geworden, gezien de enorme revolutionaire veranderingen die zich - sinds Burke - in de westerse samenlevingen hebben voltrokken. Eenzelfde houding van problematisering hebben veel paleoconservatieven ten aanzien van de moderne, progressieve religieuze stromingen in met name protestantse genootschappen dat volgens velen van hen de bakermat zou zijn geweest van veel moderne opvattingen zoals liberalisme, individualisme, egoïsme en naïef vooruitgangsdenken. Men bekijkt ook kritisch de evangelicale massabewegingen in de VS.
Bekende Amerikaanse paleoconservatieven zijn Pat Buchanan, John Craig Roberts, Thomas Fleming, Paul Gottfried, Joe Sobran en William S. Lind. Chronicles Magazine is een tijdschrift waarin men vaak paleoconservatieve ideeën kan terugvinden. Andere paleoconservatieve tijdschriften zijn American Conservative van Pat Buchanan en Telos dat neigt naar het "Frankfurter Schule"-conservatisme en in Europa ook wel wordt aangeduid met "Nouvelle Droite".
Bekende Europese paleoconservatieven - al of niet avant la lettre - zijn Joseph de Maistre, Juan Donoso Cortès, Othmar Spann, Nicolaj Berdyayev en Thomas Molnar. Hedendaagse filosofen met duidelijk paleoconservatieve raakvlakken zijn de Nederlander Ad Verbrugge en de Fransman Alain de Benoist.

## Paleoconservatisme in deLage Landen
In Nederland is er het genootschap Bitter Lemon, dat paleoconservatief getint is, studiekringen organiseert rond conservatieve thema's en publiceert via zijn website. Dit genootschap wil - naar Amerikaans voorbeeld - een paleoconservatief alternatief vormen voor het overwegend neoconservatieve imago van de 'polderconservatieven', dat volgens paleoconservatieven gevonden wordt bij democratisch-nationalisten, christendemocraten, liberalen en bij enkele kleinere rechtse partijpolitieke stromingen.
Terwijl de Republiek der Verenigde Nederlanden een bakermat is geweest voor de confederale en paleoconservatieve ideeën, onder meer door de geschriften van Johannes Althusius, lijkt er in Nederland weinig over te zijn van het paleoconservatieve denken dat voor een belangrijk deel confederalistisch is, het bindend verdrag bovenwaardig stelt aan de grondwet en interne communicatie en politieke problematiek belangrijker vindt dan het inmengen in buitenlandse aangelegenheden. Volgens Open Orthodoxie gaat het onderzoek naar het paleoconservatisme in Staats-Nederland niet voorbij aan de vraag waarom Nederland in tegenstelling tot de Verenigde Staten niet bij zijn paleoconservatieve (confederale) grondslag is gebleven.
In het zuiden, o.a. Vlaanderen, Deltastichting, Voorpost en de Vlaamse Volksbeweging vindt het paleoconservatisme veel aanhangers, alsook binnen het Vlaams Belang, Lijst Dedecker, N-VA en VLOTT, en in mindere mate binnen Open Vld.